# Jüdisches Leben in Sondershausen

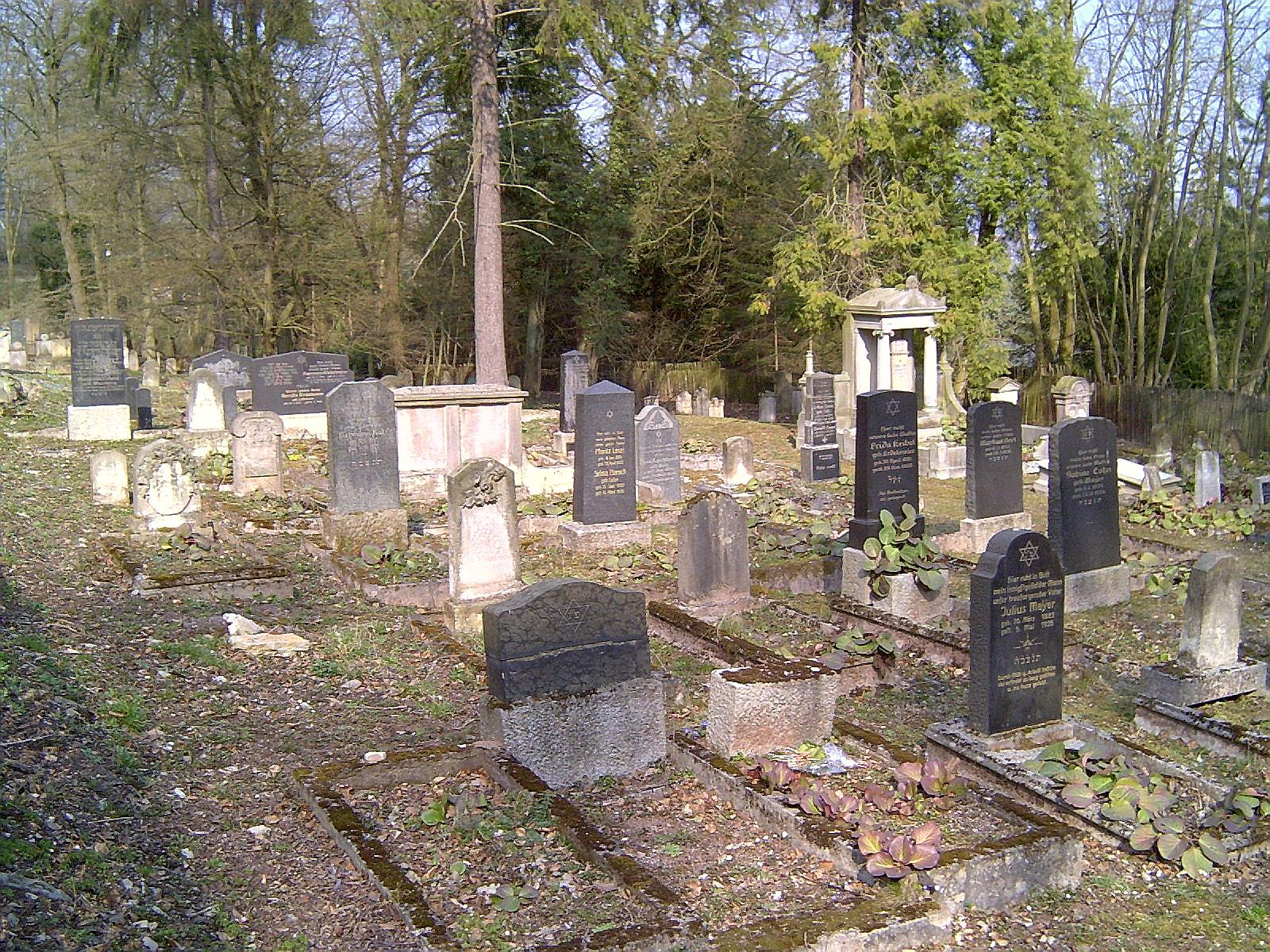
Jüdischer Friedhof Sondershausen

In der thüringischen Kreisstadt Sondershausen ist ein jüdisches Leben seit dem Mittelalter mit Unterbrechung für über 700 Jahren nachzuweisen. Davon zeugen auch heute noch die Sondershäuser Mikwe, ein jüdisches Ritualbad aus der Zeit um 1300 und ein jüdischer Friedhof, der bereits 1699 angelegt wurde.

## Geschichte

### Jüdisches Leben im Mittelalter
Aus dieser Zeit ist recht wenig bekannt, doch lebten nachweislich im Mittelalter Juden in Sondershausen, das gerade sein Stadtrecht um 1300 erhielt. Zeuge dieser Zeit ist das jüdische Ritualbad, die Mikwe, die etwa um 1300 an der westlichen Peripherie der Altstadt existierte. Sie diente zum rituellen Reinigen, zum Beispiel nach der Menstruation, dem Wochenbett oder nach einer Krankheit. Die Mikwe in Sondershausen wird jedoch nicht zu einem jüdischen Badehaus gehört haben, sondern zu einem privaten Wohnhaus, das später in die Stadtmauer eingelassen wurde. Daher kann man davon ausgehen, dass die jüdische Gemeinde im Mittelalter nur sehr klein war. Wo die Juden der damaligen Zeit ihre Toten bestatteten, ist (noch) nicht bekannt.
Mit dem Auftreten der Pest um das Jahr 1348 wurde das Schicksal der jüdischen Gemeinde nicht nur in Sondershausen besiegelt. Pestpogrome breiteten sich von Südfrankreich über die Städte am Rhein bis nach Thüringen aus, teilweise auch noch vor dem Auftreten der Pest in der jeweiligen Stadt. Man beschuldigte die Juden, u. a. die Brunnen vergiftet, Gott erzürnt und somit die Pest hervorgerufen zu haben. Im Jahre 1349 erfolgte auch in Sondershausen ein Pestpogrom, in dem alle Juden der Stadt getötet oder vertrieben wurden. Damit verliert sich das jüdische Leben für lange Zeit.

### Etablierung einer neuen Gemeinde um 1700

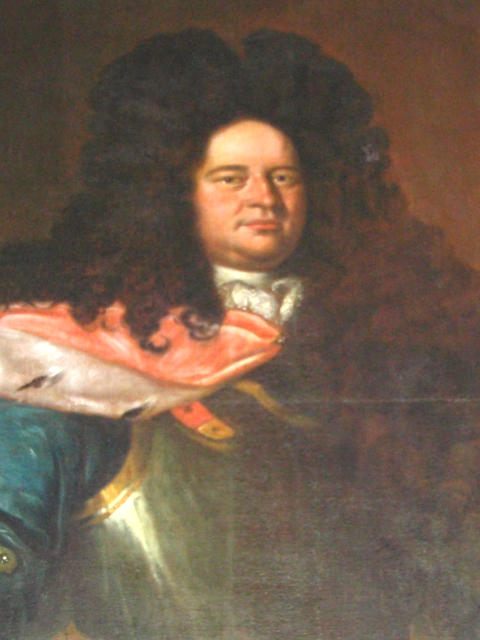
Fürst Christian Wilhelm I., Schutzherr der Juden in Sondershausen

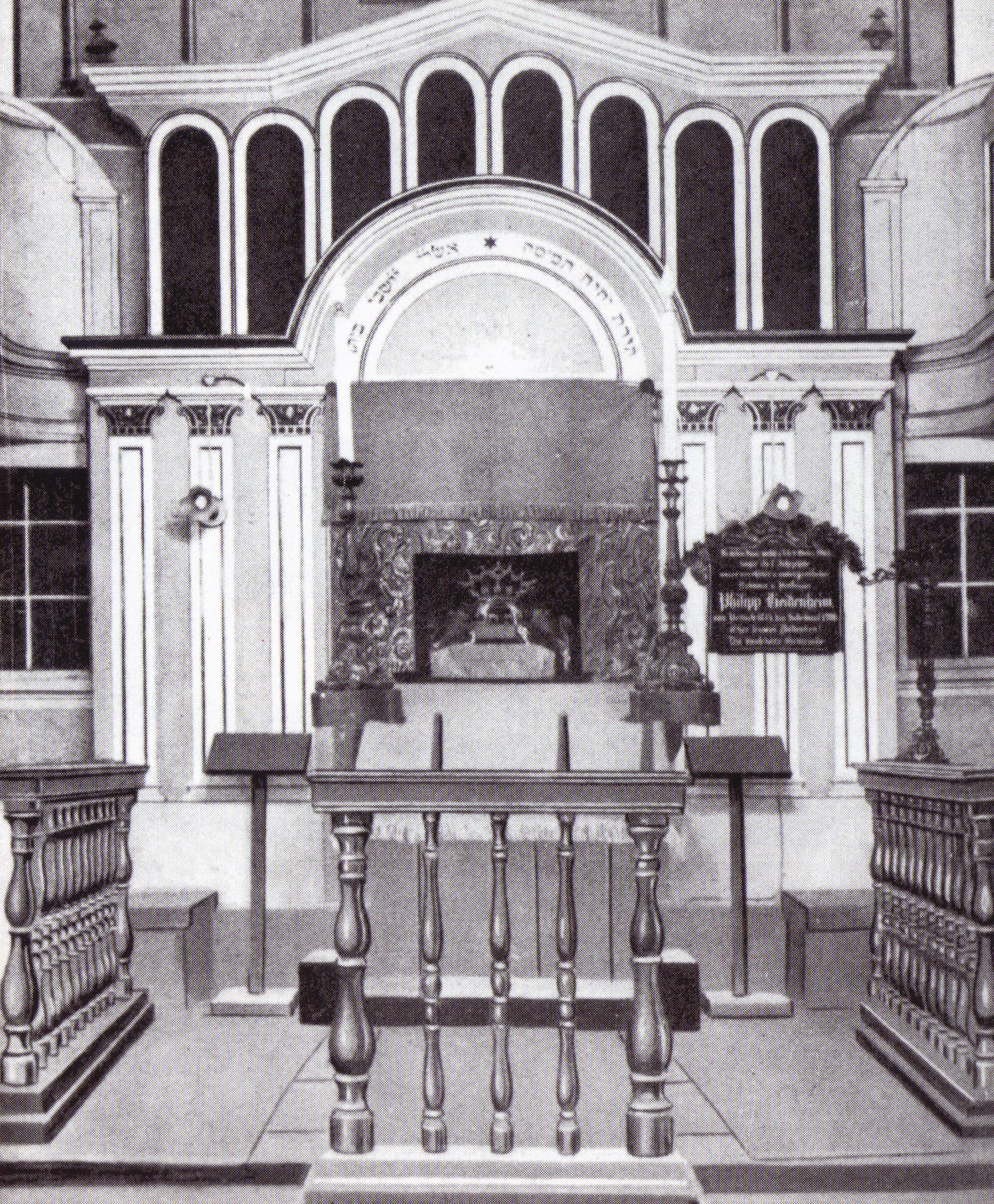
Innenansicht der Synagoge von Sondershausen, Blick auf Almemor und Thoraschrein

Erst wieder am Ende des 17. Jahrhunderts ist jüdisches Leben in Sondershausen nachweisbar. Dies ist dem Grafen Christian Wilhelm von Schwarzburg-Sondershausen zu verdanken, der im Jahre 1697 in den Fürstenstand erhoben wurde. In diesem Zusammenhang betrieb er großen Aufwand, um seine Sondershäuser Hofhaltung eines Fürsten würdig zu gestalten. Dazu hielt er sich einen „Hofjuden“, der sich um die Beschaffung von Geld- und Sachmitteln  kümmerte und er begünstigte den Zuzug jüdischer Händler, um Waren und Abgaben für seinen Lebenswandel zu gewährleisten. 
Seit 1695 bekamen die Juden der Stadt den Status von „Schutzbürgern“. Dazu mussten sie jährlich ihr Aufenthaltsrecht durch das Zahlen von Schutzgeldern erwerben und sie waren damit auch einer besonderen Gesetzgebung unterworfen.
Der jüdische Friedhof der damaligen Zeit wurde mit dem Erwerb eines Grundstückes am Spatenberg, weit außerhalb der Stadtmauern, durch den „Schutzjuden“ Alexander Cantor im Jahre 1699 angelegt. Diese Begräbnisstätte wurde als solche noch bis zur Auslöschung der jüdischen Gemeinde in der NS-Zeit genutzt und wird auch heute noch als kulturelles Erbe der Stadt gepflegt.

### Emanzipation im 19. Jahrhundert
Als Schutzbürger waren die Sondershäuser Juden speziellen Gesetzen untergeordnet und somit auch nicht gleichgestellt mit der restlichen Bevölkerung. Mit dem Eintritt des Fürstentums Schwarzburg-Sondershausen in den Deutschen Bund und der Idee einer Verfassung begann ab 1815 die schrittweise vollzogene staatsbürgerliche Gleichstellung der Juden. Doch erst 1848 wurden die neuen Regelungen auch tatsächlich in sämtlichen Bereichen verwirklicht.
Mit der Gleichstellung entwickelte sich die jüdische Gemeinde in Sondershausen weiter und wuchs. Bis ins 19. Jahrhundert hinein lebten in der Stadt nur wenige Familien, im Jahr 1871 zählte man bereits 149 Juden. Der Friedhof wurde somit bald überfüllt, sodass 1884/85 ein Ankauf eines angrenzenden Berggartens zur Erweiterung notwendig wurde. 
Da die Gemeinde wuchs, wurde auch ein Gotteshaus in der Residenzstadt notwendig. Im Jahr 1826 weihte man eine Synagoge in einem Hinterhof ein, der durch ein Haus an der Bebrastraße betreten werden konnte.
Mitte des 19. Jahrhunderts wurde eine zunehmende gesellschaftliche Assimilation an die christliche Umwelt sichtbar, die sich letzten Endes auch an der Grabkultur verdeutlichte. So wurden zum Teil die Grabmale auf Deutsch beschriftet.

### Auslöschung der jüdischen Gemeinde
Bereits in den ersten Jahren der Weimarer Republik begannen in Sondershausen antisemitische Übergriffe. Nach der Machtübernahme Adolf Hitlers und in der Zeit des Nationalsozialismus ab 1933 wurde systematisch und durch die Reichsgesetzgebung Terror gegen jüdische Mitbürger legalisiert. Während der Novemberpogrome 1938 wurde die Synagoge Sondershausen geschändet und entweiht. Feuer wurde nicht gelegt, da die Umgebung dicht von alten Fachwerkhäusern bebaut war. Der Friedhof war 1943 zum Verkauf als Gartenland angeboten worden, doch konnte dieser bis Kriegsende nicht realisiert werden, sodass der jüdische Friedhof seiner Zerstörung entging. Im Holocaust wurde die jüdische Gemeinde in Sondershausen ausgelöscht. 
Die Synagoge, die die Reichskristallnacht fast unversehrt überstand, fiel einem alliierten Luftangriff über Sondershausen 1945, vier Wochen vor Kriegsende, zum Opfer. Die Überreste wurden mit den übrigen maroden Bauten des Umfeldes in der DDR ab den 1960er Jahren abgerissen.

## Nachklang

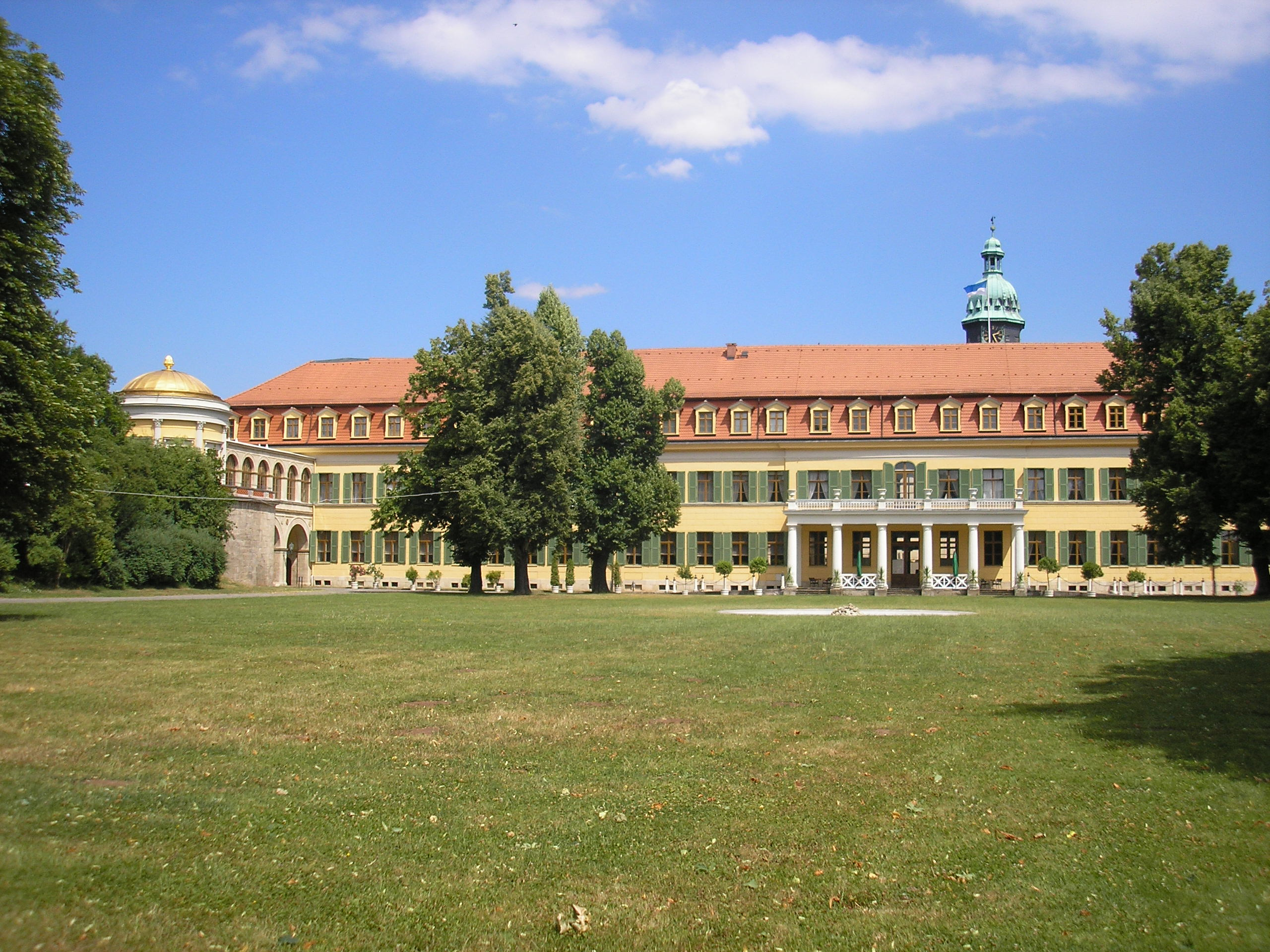
Schlossmuseum Sondershausen

Ein jüdisches Leben hat die Stadt Sondershausen heute nicht mehr vorzuweisen. Doch man ist sich seines kulturellen Erbes bewusst, sodass gerade in den letzten Jahren die Geschichte des Judentums in Sondershausen intensiv wieder aufgearbeitet wurde. 
Mit dem Bau des Einkaufszentrums „Galerie am Schlossberg“ wurden 1999 Ausgrabungen durchgeführt, bei denen man die Mikwe aus dem Mittelalter und die Grundmauern der Synagoge wiederentdeckte. 
Das Ritualbad wurde in das Einkaufszentrum unterirdisch integriert und ist bei Anmeldung im Schlossmuseum Sondershausen zu besichtigen. Eine Steintafel in der Bebrastraße an der Galerie erinnert an die Synagoge.
Der jüdische Friedhof wird heute von der Jüdischen Landesgemeinde Thüringen verwaltet und von der Stadt Sondershausen gepflegt und als Erinnerungsstätte erhalten. Auch hier ist eine fachkundige Besichtigung mit Absprache des Schlossmuseums möglich.
Weitere Informationen erhält man direkt im Schlossmuseum, in dem in der heimatgeschichtlichen Abteilung die jüdische Geschichte näher geschildert wird.